# Sara Suárez Solís
Sara Suárez Solís (Oviedo, 1925 - Ib., 15 de mayo de 2000) fue una docente, novelista, articulista y luchadora feminista asturiana.

## Reseña biográfica

### Labor académica y literaria
En Oviedo vivió la guerra civil española y la postguerra. A pesar de las limitaciones para las mujeres durante la dictadura, consiguió estudiar, primero, licenciarse en Filología Románica por la Universidad de Oviedo y doctorarse posteriormente en Filosofía y Letras con una tesis sobre la lengua de Camilo José Cela.
Fue profesora en varios institutos asturianos, como el Instituto Laboral de Tapia de Casariego y el de Luanco, hasta que ganó por oposición la cátedra de Lengua y Literatura, que ejerció, primero, en el Instituto de Enseñanza Media de Tortosa y, después, en Vitoria, La Felguera y Avilés.
En 1968 fue destinada al Instituto Jovellanos de Gijón, que por entonces era sólo para alumnos masculinos y del que eventualmente fue directora. Posteriormente, se incorporó a la Escuela de Formación del Profesorado de Oviedo, de la cual se jubiló 1990.
Junto a su labor docente, desarrolló una intensa actividad investigadora y una importante creación literaria.

### Publicaciones
Su tesis de doctorado fue la base de su libro El léxico de Camilo José Cela, que se publicó en 1968. Otras obras académicas que publicó fueron Análisis de "Belarmino y Apolonio" en 1978 y Aportación al léxico de Luanco en 1983.
En 1978 escribió su primera novela Camino con retorno, que fue finalista del premio Planeta en 1980 y considerada "uno de los más notables retratos literarios de la sociedad española bajo el franquismo" .
Le siguieron otros títulos como Juegos de verano (1982), Un jardín y un silencio (1985), Blanca y radiante (1988, reeditada en 2002) Sonata para doce manos(1996) y Retablo de paseantes (1998).

### Labor feminista
Feminista convencida, se sentía muy orgullosa de serlo y ella misma lo explicaba cuándo la entrevistaban. “Me gusta mi cartel de feminista. No lo busqué. Defendí a la mujer porque creí que debía ser defendida y me convertí en feminista sin saber cómo. Defiendo a la mujer porque creo que toda defensa es poca”.
Además de su labor literaria fue la de articulista en el diario asturiano La Nueva España. Algunos de esos artículos y varios de sus cuentos fueron reunidos por el Principado de Asturias en 1991 en el volumen titulado ¡Mujer, Mujer….
En 2006, la Tertulia Feminista Les Comadres rescató 50 de sus artículos por su  compromiso con la causa de las mujeres por considerar  que “sus análisis de la realidad siguen aún vigentes”.

### Reconocimientos
Por su trayectoria feminista y literaria, Sara Suárez Solís recibió a lo largo de su vida distintas distinciones institucionales y privadas.
En marzo de 1999, la Agrupación Municipal Socialista de Oviedo, AMSO, le concedió el Premio Purificación Tomás y la corporación municipal aprobó en sesión plenaria que la biblioteca del barrio de Pumarín llevara su nombre.
En septiembre de 1999 el Principado de Asturias  le concedió la medalla de plata de Asturias, pero ya no pudo recogerla personalmente por el avanzado estado de su enfermedad. La medalla le fue entregada en su domicilio por el entonces Presidente del Principado de Asturias, Vicente Álvarez Areces, y la Presidenta de la Junta General del Principado de Asturias, María Jesús Álvarez.
En  febrero del 2000 Tertulia Feminista Les Comadres, de la que fue Vicepresidenta, la nombró Comadre de Oro especial.
Una plaza del barrio de Montevil, en Gijón, lleva su nombre.
En el año 2001 se constituyó en Gijón una asociación que la homenajeó tomando su nombre: “Asociación de Mujeres Progresistas Sara Suárez Solís”, entidad no gubernamental, feminista, de carácter laico, progresista y sin ánimo de lucro que es parte de la Federación de Mujeres Progresistas de Asturias. El objetivo de la asociación es contribuir a promover la libertad y el empoderamiento de las mujeres, tal y como hizo a lo largo de su vida Sara Suárez Solís.

### Premios
- Premio de Asturias de novela en 1984 por su novela Un jardín y un silencio
- XXXV Premio Ateneo Ciudad de Oviedo de Valladolid de novela corta por Blanca y radiante

## Obras
- El léxico de Camilo José Cela (1968)
- Camino con retorno (1978)
- Análisis de «Belarmino y Apolonio» (1978)
- Juegos de verano (1982)
- Aportación al léxico de Luanco en 1983
- Un jardín y un silencio (1985)
- Blanca y radiante (1988, reeditada en 2002)
- ¡Mujer, Mujer... (1991)
- Sonata para doce manos (1996)
- Retablo de paseantes (1998)